# Frédéric Kowal
Frédéric Kowal (født 2. oktober 1970 i Nogent-sur-Seine, Frankrig) er en fransk tidligere roer.
Kowal vandt bronze i dobbeltsculler ved OL 1996 i Atlanta, sammen med Samuel Barathay. I finalen blev franskmændene besejret af Davide Tizzano og Agostino Abbagnale fra Italien, som vandt guld, samt af nordmændene Kjetil Undset og Steffen Størseth, som tog sølvmedaljerne. Han deltog også i dobbeltsculler ved OL 2000 i Sydney, hvor han sammen med Adrien Hardy sluttede på syvendepladsen.

## OL-medaljer
- 1996:  Bronze i dobbeltsculler